# Громади (товариства)
Перші товариства «Громади» як національно-культурні осередки української інтелігенції виникли в Києві та Петербурзі у 50-х роках XIX століття. Їх засновниками і першими членами стали відомі діячі української культури М. Костомаров, П. Куліш, П. Чубинський, В. Антонович, М. Драгоманов, М. Лисенко, М. Старицький та інші. Одним із активних членів «Громади» тих часів був Т. Шевченко. Одночасно виникають «Громади» в Харкові, Одесі, Полтаві, Чернігові, інших містах України. Оскільки громадівський рух був першою загальноукраїнською течією «Громади» виникають і на землях Галичини та Буковини у Тернополі (з 1863), Стрию, Самборі, Дрогобичі, Чернівцях, Львові, пізніше Іван Пулюй засновує у 1865 році «Громаду» у Відні яка згодом стає товариством «Січ» і діє до 1947 року. Зокрема, українофільний рух виразився в створенні та діяльності «Громад».

## Історія
Лібералізація суспільного життя у середині XIX ст., що була провісником майбутніх реформ та модернізації, водночас сприяла пожвавленню національного руху. Повернувшись наприкінці 50-х рр. із заслання, провідники Кирило-Мефодіївського товариства оселилися на постійне мешкання в столиці Російської імперії — Санкт-Петербурзі. У 1859 р. створили у Петербурзі першу українську громаду — культурно-освітню організацію, яка мала на меті сприяти розвитку народної освіти, свободі літературного слова, поширенню національної ідеї, формуванню національної свідомості. Саме на цих ідеях базувався перший в імперії український часопис «Основа», навколо якого групувалися вже відомі діячі національного руху М. Костомаров (написання монографічних досліджень та упорядковуванням збірників документальних джерел з історії України), В. Білозерський (видання публіцистичного та літературно-художнього українознавчого часопису «Основа» українською та російською мовами), П. Куліш (заснування друкарні для видання українських книжок), Т. Шевченко (генератор визвольних ідей) і весь громадівський рух.

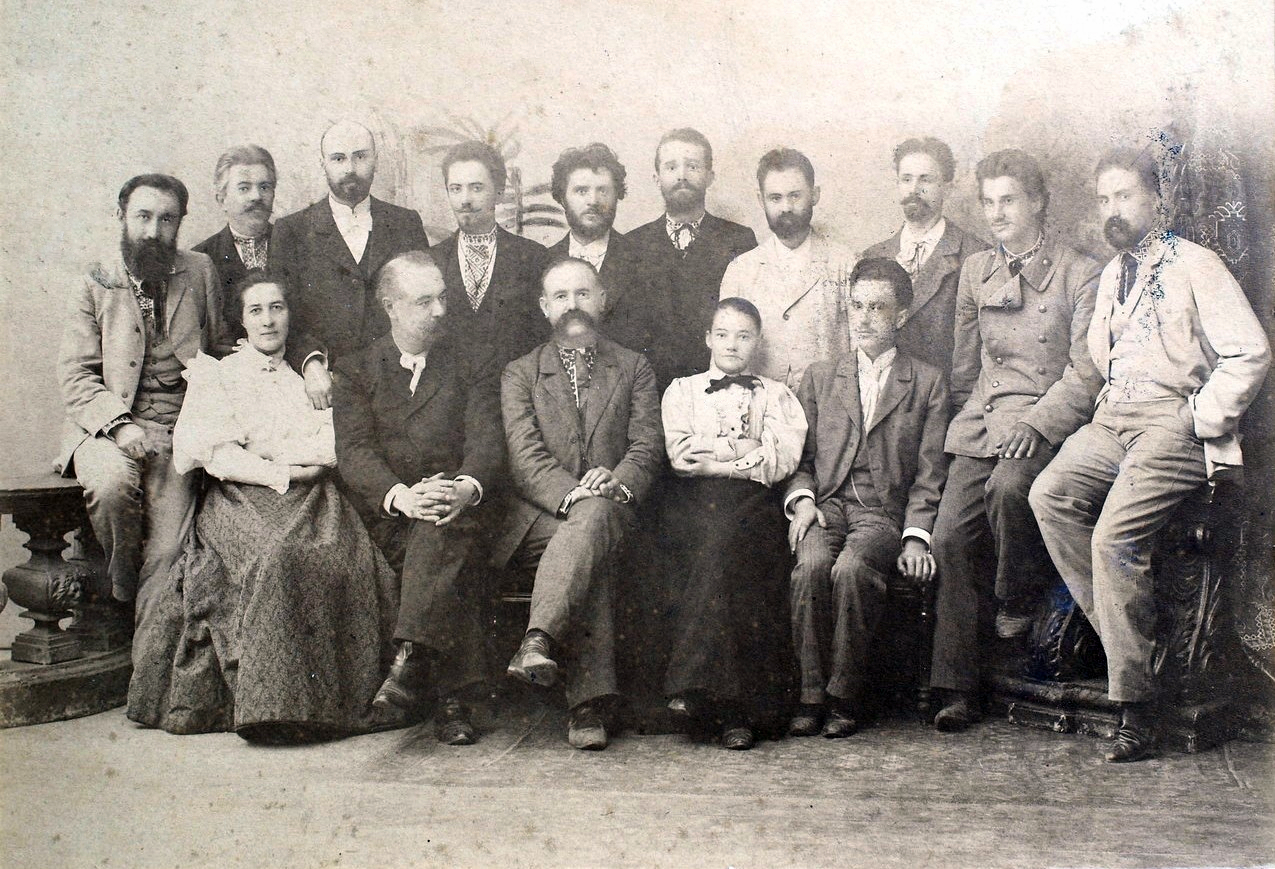
Члени Чернігівської Громади з гостями з інших регіонів, 1898 р. Зліва направо перший ряд: Віра Коцюбинська, Ілля Шраг, Микола Левитський (Херсонська губ.), Ф. Шкуркіна, Роман Сембратович (Галичина); другий ряд: Борис Грінченко, Михайло Коцюбинський, Володимир Самійленко, Денис Лукіянович (Галичина), Григорій Коваленко, Іван Руденко, Аркадій Верзилов, А.Балика, Василь Доманицький (Київ), Олександр Леонідович Глібов.

Підтримуючи національне відродження, активно починає діяти інтелігенція. Виникають громади в Харкові, Полтаві, Чернігові, Одесі. Осередком національно-культурної роботи у 70—90-х роках XIX століття стала Київська — так звана «Стара Громада», що утворилася на основі таємного гуртка хлопоманів. Її лідерами були представники нової хвилі української інтелігенції — В. Антонович, Т. Рильський, А. Свидницький, П. Житецький. Входили також визначні наукові і культурні діячі: М. Драгоманов, К. Михальчук, М. Зібер, Ф. Вовк, П. Чубинський, Л. Ільницький, О. Кониський, М. Лисенко, М. Старицький, П. Косач, С. Подолинський, О. Русов, М. Левченко, М. Ковалевський, В. Рубінштейн, Я. Шульгін, С. Левицький, І. Левицький (Нечуй), Є. Тригубов, В. Науменко, І. Рудченко (Білик), Ф. Панченко та інші (близько 70 членів).
Так розпочався рух, який став одним із основних духовних та ідеологічних витоків українського національного відродження. «Громади» другої половини XIX століття об'єднували найкращих представників національної інтелігенції, громадських діячів, вчених, освітян, літераторів, студентської молоді тощо.
У середовищі громадівців у першій половині 70-х рр. невпинно відбувалися дискусії щодо програмних ідей. Потрібно було виробити в нових умовах певні загальні принципи і підходи своєї діяльності. Однак реалізація цього ускладнювалася відмінностями та світоглядними розбіжностями серед провідних діячів Київської громади. Так, описуючи відновлення діяльності громадівців початку 70-х рр., M. Драгоманов зазначав:

| «Потроху виявилися між нами два напрямки: один, котрий я назвав українофільським, а другий – хлопоманським... Перший виходив з пункту національної одрубності українців і ставив у перву голову рівнятись з другими самостійними народами, писати, перекладати високе письменство, повертати до українства панство, попівство і всякі високі верстви. Другий ставив на першім плані українське мужицтво, готовий і незаперечний національний елемент... і виводив потребу пізнати цей елемент, писати переважно про нього, для нього... В такім поступуванню ми бачили єдину гарантію й того, що ми зробимо не тільки самостійну, але й живу українську культурну мову» |.
Відповіддю самодержавства на пожвавлення українського руху став Емський указ 1876 p., який забороняв друкування літератури українською мовою в Російській імперії та ввіз її з-за кордону. Це остаточно підривало основи легальної культурницької діяльності, на яку орієнтувалися громадівці. Окремий пункт Указу стосувався персонально М. Драгоманова і П. Чубинського, яким заборонили жити в Україні. Рятуючись від репресій імперської влади, М. Драгоманов, М. Зібер і С. Подолинський виїхали за кордон.
У 1878—1882 pp. M. Драгоманов у журналі «Громада», який виходив у Швейцарії, намагався узагальнити погляди громадівців і викласти програму українського руху. В основі запропонованої ним альтернативи були:
- демократизм (парламентська влада, надання громадянам демократичних прав і свобод);
- федералізм (децентралізація, запровадження громадського самоврядування, розбудова держави знизу вгору, Україна — автономне утворення у складі федеративної Російської республіки);
- європеїзм (зв´язок країни із Західною Європою — джерело прогресивного розвитку);
- культурництво (визвольна боротьба має вестися винятково просвітницькими формами та методами);
- еволюційність (прагматичне висування поміркованих вимог, підштовхування знизу реформаційного процесу).

Отже, представниками різних суспільно-політичних течій та рухів у другій половині XIX ст. висунуто широкий спектр альтернатив майбутнього суспільного розвитку та вироблено різноманітні форми та методи досягнення поставленої мети. Характерно, що лейтмотивом програмних документів загальноросійських рухів була, як правило, боротьба за соціальне визволення. На противагу цьому український рух основний акцент робив, головним чином, на національне визволення.
Попри те що гурткам і організаціям різних політичних напрямів були притаманні нечисленність, неорганізованість, нечіткість програмних установок, слабкий зв´язок з масами, вони все ж відігравали помітну роль у житті суспільства, оскільки були місцем концентрації інтелектуальних сил, центрами осмислення суспільного розвитку, осередками майбутніх масових рухів.
На Полтавщині громади діяли з перервами із середини ХІХ до початку ХХ століття. Громади були об'єднаннями небайдужих освічених людей та не мали чіткої структури та організаційної ієрархії, а також програмних документів або статуту. Це через те, що політичні переконання членів громад були різними, хтось був більш ліберально налаштований, хтось тяжів до демократії, дехто підтримував революційний шлях.